# Lissodema frigidum
Lissodema frigidum es una especie de coleóptero de la familia Salpingidae.

## Distribución geográfica
Habita en Victoria (Australia).